# Starwatch Entertainment
La Starwatch Entertainment, conosciuta anche come Starwatch Music, è un'etichetta musicale tedesca, fondata dalla ProSiebenSat.1 Media nell'estate del 2005. Il quartier generale della compagnia è situato a Unterföhring, vicino a Monaco di Baviera. La compagnia dalla sua nascita ha espanso le sue operazioni dalla semplice attività di un'etichetta musicale ad attività come la cooperazione musicale, il business della musica dal vivo, il management degli artisti, e la distribuzione dei biglietti.